# 梅坎塞蘭
梅坎塞蘭（Mekane Selam 、 Agibar 或 Denbi Mekane Selam）是埃塞俄比亞中部阿姆哈拉州南沃洛地區的小鎮，座標10°38′N 38°47′E / 10.633°N 38.783°E，海拔1,827米。鎮內有機場，當地的建築物使用的玄武岩來自區內。根據埃塞俄比亞中央統計局2005年的資料，梅坎塞蘭人口約8,481，其中男性4,119人，女性4,362人。